# Лазурный овсянковый кардинал
Лазу́рный овся́нковый кардина́л (лат. Passerina amoena) — вид певчих птиц семейства кардиналовых (Cardinalidae). Подвидов не выделяют.

## Описание

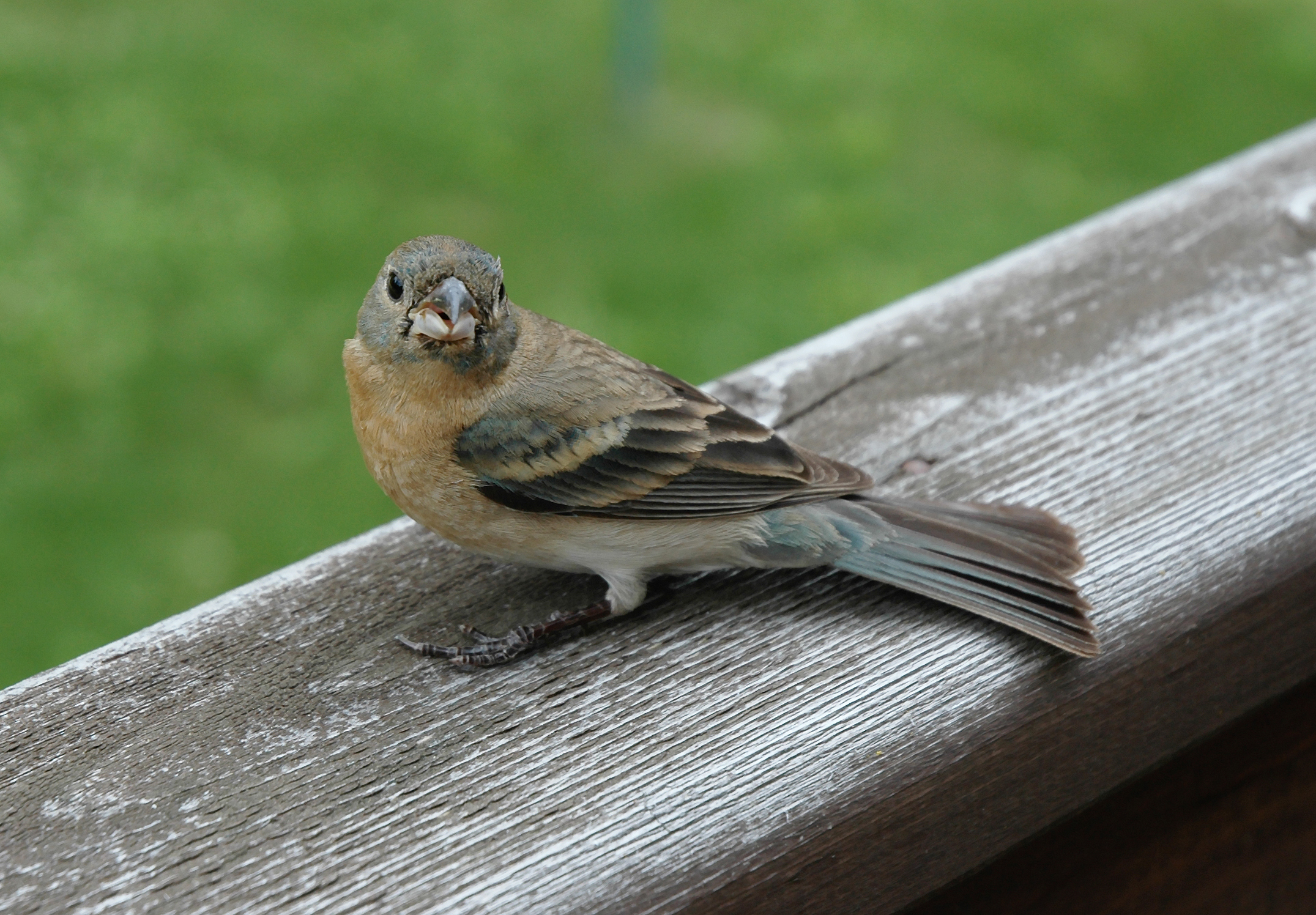
Самка

Лазурный овсянковый кардинал достигает длины 13—15 см и массы от 13 до 18 г; размах крыльев составляет около 22 см. Выражен половой диморфизм. У самцов голова и спина голубого цвета, грудь коричневая, белое брюхо и белые полоски на крыльях. Самка окрашена в коричневый цвет, с более светлой нижней стороной и имеет две белых полоски на крыльях.

## Распространение
Гнездится западнее 100-го градуса западной долготы от Южной Канады до Северного Техаса, Нью-Мехико, Аризоны, Южной Калифорнии и Нижней Калифорнии. Зимует в Аризоне и Мексике. Обитает в зарослях кустарников, на пастбищах с сорными растениями и иногда в городах.

## Поведение
Птица ищет на земле или в кустах семена и насекомых. Самец проводит много времени на вершинах деревьев, чтобы петь и вместе с тем защищать участок.

## Размножение
В чашеобразном гнезде самка откладывает в кустарнике 3–4 бледно-голубых яйца. На территории Великих равнин он спаривается также с индиговым овсянковым кардиналом (Passerina cyanea).